# ضريح زينب خاتون
ضريح زينب خاتون (بالفارسية: آرامگاه زینب خاتون) هو ضريح تاريخي يعود إلى السلالة الصفوية، ويقع في كهك.